# キミがいる (いきものがかりの曲)
「キミがいる」は、いきものがかりの楽曲。自身の19作目のシングルとして、エピックレコードジャパンからCDシングル・デジタル・ダウンロードで2010年8月4日に発売された。

## 解説
前作「ありがとう」から3ヶ月ぶりに発売された2010年第3弾シングル。初回仕様限定盤には特典として「いきものカード020」「“キミがいる”サマーステッカー」が封入されており、CDショップでの購入者には特典として「“キミがいる”うちわ」が配られた。
吉岡が制作した曲がシングルになるのは今回が初めてで、水野が制作した曲が収録されていないシングルはこれが初となる。また、前作に引き続き1曲収録シングルとしてリリースされ、価格も前作と同じ555円となっている。

## 収録曲
1. キミがいる（5:51）
  - 作詞・作曲：吉岡聖恵　編曲：島田昌典

日本テレビ水曜ドラマ『ホタルノヒカリ2』主題歌[注 1]。映画『ピーチガール』挿入歌[4]。
いきものがかりは『ゲゲゲの女房』と『ホタルノヒカリ2』の放送期間が重なる2010年7月-9月期にかけ、前作「ありがとう」と本作「キミがいる」で同時に2本の連続ドラマ主題歌を担当していた。
吉岡はこの曲について「鼻歌からイメージを膨らませて作った」と語っている[5]。
ミュージック・ビデオは、吉岡がカラフルな服装で何人も出てくるような演出がなされており、水野と山下の登場部分は少ない。
TBS系のバラエティー番組『ナイナイのお見合い大作戦!』では、オープニングをはじめところどころの場面で使用されている。
2. キミがいる -instrumental-

## 演奏
キミがいる
- 吉岡聖恵：Vocal,Background Vocal
- 水野良樹：Electric Guitar
- 山下穂尊：Acoustic Guitar
- 藤井謙二：Acoustic Guitar&Electric Guitar
- 美久月千晴：Electric Bass
- 玉田豊夢：Drums
- 島田昌典：Piano,Organ,Tambourine,All Other Instruments
- 真部裕ストリングス：Strings
- 島田会：Clap

## 収録アルバム
- いきものばかり〜メンバーズBESTセレクション〜（#1）
- なまものばかり〜メンバーズBEST LIVEセレクション〜（#1）
ライブツアー「いきものがかりの みなさん、こんにつあー!! 2010 全国あんぎゃー!! 〜ハジマリノウタ〜」より2010年9月に開催した日本武道館公演のライブ音源が収録されている。
- 超いきものばかり〜てんねん記念メンバーズBESTセレクション〜（#1）